# Jan Gebauer

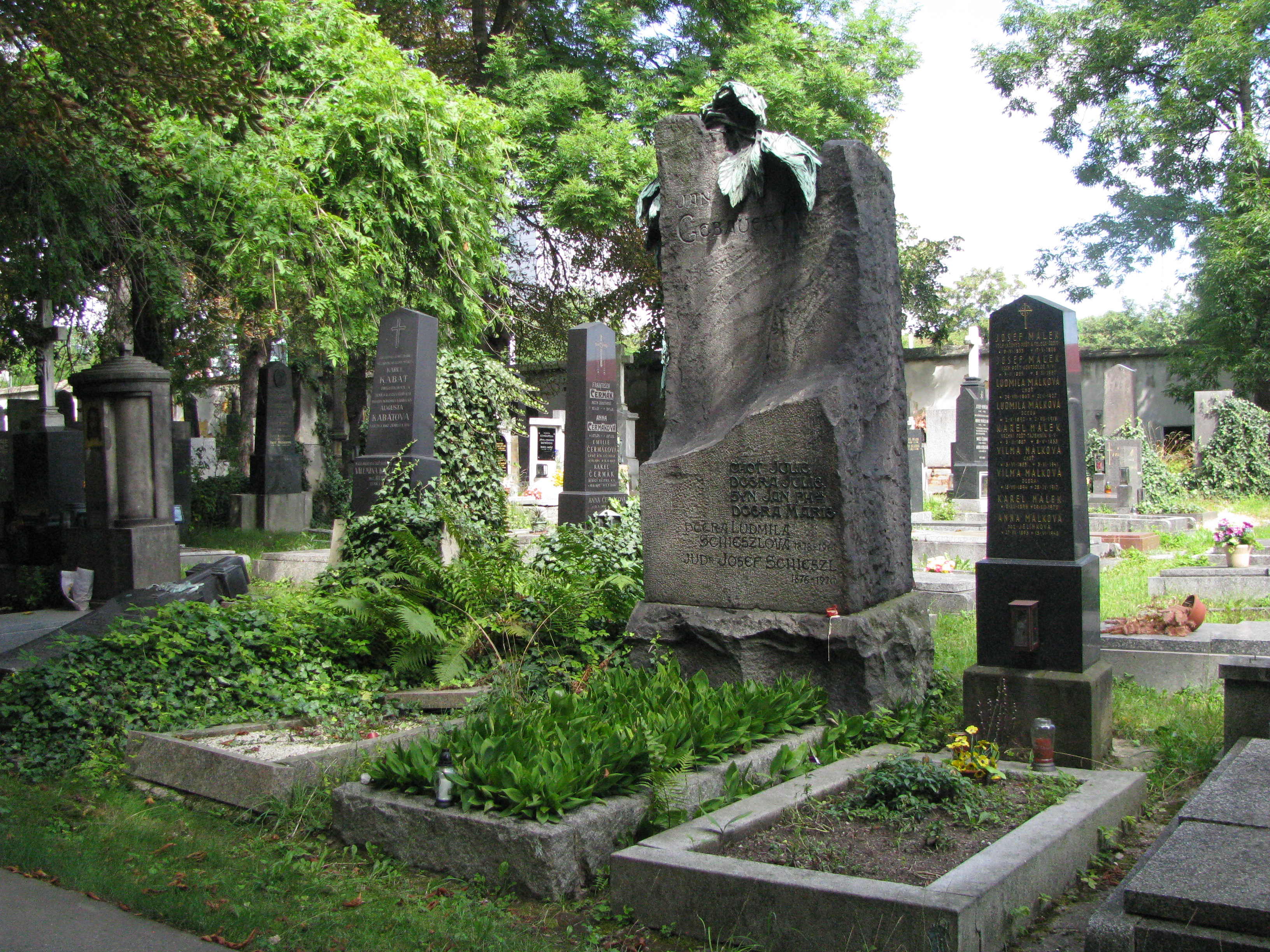
Hrob Jana Gebauera na Vinohradském hřbitově v Praze

Jan Gebauer (8. října 1838 Úbislavice – 25. května 1907 Praha) byl významný český bohemista, ve své době přední český vědec a dodnes jeden z nejuznávanějších českých jazykovědců. Jeho vědecká práce byla výrazně ovlivněna pozitivismem, byl představitelem tzv. mladogramatismu, který se zabýval zkoumáním jazyka toliko z hlediska diachronního. Zpracoval příručku Pravidla hledící k českému pravopisu a tvarosloví s abecedním seznamem slov a tvarů (1902), předchůdce dnešních Pravidel českého pravopisu.

## Život a dílo
Jan Gebauer se narodil v malé osadě Úbislavice v Podkrkonoší do chudých poměrů. Na přímluvu místního faráře dostal nadaný chlapec možnost studovat na gymnáziu v Jičíně. Po maturitě nejdříve studoval teologii, studium však nedokončil a namísto toho se zapsal ke studiu filozofie na pražské univerzitě. Po celou dobu studií trpěl stálým nedostatkem peněz.
Po ukončení studií začal pracovat jako pedagog – nejprve v Praze, později v Pardubicích a nakonec opět v Praze (gymnázium v Ječné, 1871–1880). V roce 1872 získal doktorát filosofie a v roce 1873 se habilitoval jako docent češtiny na pražské univerzitě. Roku 1880 byl jmenován mimořádným profesorem a pověřen výkonem funkce prvního ředitele semináře pro slovanskou filologii, o rok později profesorem řádným. V letech 1890–1891 byl děkanem FF UK, v období 1899–1900 rektorem pražské univerzity.
Jeho zásluhy ve vědních oborech slovanská filologie a literární historie byly oceněny členstvím v Královské české společnosti nauk (mimořádným členem se stal 10. května 1876, řádným od 6. června 1883), 20. dubna 1890 jej císař jmenoval řádným členem České akademie věd a umění. Byl také členem akademií polské a ruské, Jednoty českých filologů, působil v redakci Listů filologických (1874–1904), do Riegrova slovníku naučného přispěl řadou hesel týkajících se slovanské jazykovědy a literární historie.
Spolu s T. G. Masarykem a Jaroslavem Gollem měl největší zásluhu na prokázání nepravosti Rukopisů královédvorského a zelenohorského, ačkoli byl zpočátku jejich zastáncem. Několik let poctivě bádal nad rukopisy, než z hlediska jazykového dokázal, že se jedná o padělek. Přitom byl tiskem napadán, že je zrádcem národa.
Zemřel roku 1907 a byl pohřben na Vinohradském hřbitově.
Jeho dcera Helena se stala manželkou profesora brněnské techniky Vladimíra Lista, Ludmila Eva se provdala za Josefa Schiezsla, vedoucího politického odboru kanceláře prezidenta Masaryka.

## Dílo
- Poučení o padělaných rukopisích Královédvorském a Zelenohorském (1888)
- Mluvnice česká pro školy střední a ústavy učitelské – díl I. Nauka o slově, díl. II Skladba (1890)
- Krátká mluvnice česká pro 1. třídy škol středních (1891)
- Historická mluvnice jazyka českého – díl I. Hláskosloví (1894), díl III. Tvarosloví 1. Skloňování (1896), 2. Časování (1898), díl IV. Skladba (1929, k vydání upravil František Trávníček)
- Slovník staročeský, díl I. A–J (1903) (on-line) a díl II. K–netbalivost, díl dokončen Emilem Smetánkou (1904–1913)

### Online dostupná autorova díla
- GEBAUER, Jan. Mluvnice česká pro školy střední a ústavy učitelské. 4. vyd. Praha: Unie, 1905. 359 s. Dostupné online.
- GEBAUER, Jan. Gebauerova Mluvnice česká pro školy střední a ústavy učitelské. Příprava vydání Václav Ertl. 5. vyd. Svazek I. Hláskosloví. Nauka o slově. Praha: Unie, 1914. 244 s. Dostupné online.
- GEBAUER, Jan. Gebauerova Mluvnice česká pro školy střední a ústavy učitelské. Příprava vydání Václav Ertl. 5. vyd. Svazek II. Skladba. Praha: Česká grafická akc. společnost Unie, 1914. 249 s. Dostupné online.